# Hetenjaure
Hetenjaure är en sjö i Strömsunds kommun i Jämtland och ingår i Ångermanälvens huvudavrinningsområde. Sjön har en area på 5,24 kvadratkilometer och ligger 630 meter över havet.

## Delavrinningsområde
Hetenjaure ingår i det delavrinningsområde (720606-143066) som SMHI kallar för Utloppet av Hetenjaure. Medelhöjden är 670 meter över havet och ytan är 16,55 kvadratkilometer. Det finns inga avrinningsområden uppströms utan avrinningsområdet är högsta punkten. Hetenjaurbäcken som avvattnar avrinningsområdet har biflödesordning 3, vilket innebär att vattnet flödar genom totalt 3 vattendrag innan det når havet efter 375 kilometer. Avrinningsområdet består mestadels av skog (53 procent). Avrinningsområdet har 5,36 kvadratkilometer vattenytor vilket ger det en sjöprocent på 32,3 procent.